# Бавли – Тубанкуль/Міннібаєво
Бавли – Тубанкуль/Міннібаєво – система газопроводів, споруджена для обслуговування нафтового родовища Бавли.
У 1949 році на південному сході Татарстану почалась розробка великого нафтового родовища Бавли, під час якої отримували значні обсяги супутнього газу. Видачу останнього невдовзі організували по трубопроводу Бавли – Тубанкуль, що прямував до розташованого за три десятки кілометрів  Туймазинського газопереробного заводу (введений в 1953-му).
В 2003-му також проклали газопровід Бавли – Міннібаєво завдовжки 90 км, який перенаправиви ресурс з Туймазинського на Міннібаєвський газопереробний завод. Втім, на той момент обсяги прокачування очікувались доволі незначні – біля 35 млн м3 на рік.